# لومپن‌پرولتاریا
لومپِن‌پرولتاریا (از آلمانی Lumpenproletariat به معنی پرولتاریای ژنده) یا لمپنیسم، اصطلاحی است که نخستین‌بار کارل مارکس و فردریش انگلس در دومین کتاب مشترک خود به نام ایدئولوژی آلمانی (۱۸۴۵) به‌کار بردند. آنان در این اثر و آثار بعدی خود لومپن‌پرولتاریا را «خرده‌طبقه‌ای» از جامعه دانستند که برخلاف بورژوازی و پرولتاریا در تولید نقشی ندارد و در حاشیه اجتماع از راه‌های مشکوک مانند گدایی و واسطه‌گری و کلاهبرداری گذران زندگی می‌کند. مارکس این گروه اجتماعی را وابسته و ریزه‌خوار بورژوازی و اشرافیت می‌بیند و به همین خاطر آنان را ضدانقلابی ارزیابی می‌کند.
در چند دهه اخیر این اصطلاح به صورت کوتاه شده «لومپن» در روسی و ترکی و برخی زبان‌های دیگر و نیز به صورت لُمپن در فارسی به عنوان توهین با فحش به کار می‌رود.

## مفهوم و انواع لمپنیسم
بحث لمپنیسم به‌طور جدی برای نخستین‌بار در آثار مارکس و در طی سال‌های ۱۸۴۰ تا ۱۸۵۰ مطرح شده و منظور از لمپن، گروهی است که به هرج‌ومرج و اغتشاش اجتماعی دامن می‌زنند اما حرکاتشان خاستگاه ایدئولوژیک ندارد. لمپن‌ها با رفتارهایی نظیر آرایش و پوشش خلاف عُرف و غیرمعمول و برخی حرکت‌های نمایش تخریبی، خود را به جامعه معرفی کرده و در تعارضات داخلی طبقات اجتماع نقش منفی بازی می‌کنند. لمپنیسم را باید محصول افسردگی و ناامیدی اجتماعی دانست؛ ناامیدی که در همه ادوار تاریخی در جوامع وجود داشته‌است و برای این ادعا اشاره به کتاب مدینه‌ فاضله فارابی سند معتبری است چرا که او نیز از لمپن‌ها به عنوان علف‌های هرزه یاد می‌کند.
لمپن مانند مردم عادی که ثمره کار و رنجشان به جیب الیگارشی و مونارشی می‌رود تن به کار و تولید نمی‌دهد و چون سر نترس و گردن کلفتی دارد بیشتر در چپاول مردم توسط الیگارشی و مونارشی شرکت کرده و سهم خود را هر چند ناچیز، می‌گیرد. مشاغلی که لمپن به آن روی می‌آورد به هیچ وجه جنبه تولیدی نداشته و گردنه‌گیر (حال این گردنه ممکن است میدان تره‌بار باشد یا جای دیگر) و باج‌خور است.
در تعاریف جامعه‌شناسی سیاسی لمپن‌ها در هر شهر بزرگی وجود دارند. اینان گروه‌های متمایزی از سایر مردم را تشکیل می‌دهند که کانون انواع دزدان و جنایتکاران هستند؛ کسانی که از «فضولات جامعه» تغذیه می‌نمایند.

### علل پیدایش
در صورت از دست رفتن حس هویت اجتماعی، رشد هنجارهای اجتماعی، انسجام فرهنگی، قومیتی و خانوادگی و همین‌طور واگرایی فرهنگی، افزایش فاصله بین فرهنگ رسمی و غیررسمی، بی‌هویتی، افسردگی‌های اجتماعی، بیم از آینده افزایش مخاطرات شغلی و تحصیلی لمپنیسم رشد کرده و افزایش می‌یابد و این امر نقطه آغاز خطری برای جامعه محسوب می‌شود.
این گروه با مشخصات دیگر هم تعریف می‌شوند: «افرادی بدون شغل مشخص، ولگرد، مردمانی بی‌خانه و بی‌کاشانه که میزان فرهنگ‌شان بستگی دارد به اینکه از چه قوم و ملتی باشند و هرگز هم منکر این نیستند که آس و پاس و گدای سامره‌اند.»

### انواع لمپن
لمپن مونارشی: این گروه طرفدار مونارش می‌شود و سلطنت‌طلب است و در کودتاهای سلطنت‌طلب‌ها استارت شورش را این گروه می‌زند و تاج بخش می‌شود. (مانند شعبان بی‌مخ‌ها)
لمپن الیگارشی: این گروه طرفدار الیگارشی هستند که از همه مزدور ترند و در ظاهر همچون خود الیگارشی خود را متدین به دین و آئین مرسوم هم نشان می‌دهد، اما در نهایت نقش او حفاظت از منافع الیگارشی است. اگر قیام مردم جدی باشد «لُمپن الیگارش» دوش به دوش «لُمپن مونارش» بر ضد مردم وارد عمل می‌شود و با چاقوکشی و قمه‌کشی آب به آسیاب مونارش و الیگارشی می‌ریزد. اما اگر مردم از مرحله پرت باشند گاه لُمپنیسم مونارشی با لُمپنیسم الیگارشی درگیر می‌شود و دعوای این دو مظهر از دعاوی الیگارشی و مونارشی بر سر چپاول مردم است.

## در تاریخ و سیاست ایران

### عصر قاجار
در عرصه تاریخ و سیاست ایران، ریشه‌های لمپنیسم به دوره قاجاریان و جماعت باباشمل و لوطی و داش بازمی‌گردد. دوران ۱۳۵ ساله حکومت قاجاریه سرشار از وجود داش مشدی‌ها، جاهل‌ها، لوطی‌ها و قمه‌کش‌ها بوده‌است. از ناصرالدین‌شاه قاجار گرفته تا دوره استبداد صغیر که در دوره استبداد صغیر جاهل‌ها و لوطی‌های محله دوچی (شتربان) تبریز کم نبوده‌اند که آن همه قمه کشی می‌کردند.
در جنگ میان ستارخان و باقرخان با سپاه استبداد، اجامر و اوباش تبریز بودند که قشقرق‌ها به پا کردند. در همان دوران پس از ناصرالدین شاه تا دوران زمامداری دوره دوم حسن وثوق داش مشدی‌های کاشان «نایب حسن و برادرانش و سپس پسرانش» چه فتنه‌ها که نیافریدند و چه آدم‌ها که نکشتند و چه جنایاتی که نکردند و حتی چندین سال حکومت مستقله کاشان به راه انداختند.
نکته مهم در خودنمایی و قدرت نمایی این گونه عوامل، حمایت آشکار یا پنهانی حکومت از آنان بوده‌است. در واقع دوره قاجار عصری است که این گونه عناصر در آن رشد و نموی غیرعادی داشته‌اند. زیرا حکومت از زور و بازو و قلدری آن‌ها برای مطیع کردن مردم و بستن زبان گوش و چشم مردم استفاده می‌کرده‌است. مقتدر نظام، صنیع حضرت و آن اوباش که واقعه میدان توپخانه را راه انداختند و حتی مرتکب قتل هم می‌شدند، از این جماعت بودند. جماعت اشرار دوره‌چی که محمد علی‌شاه درجات سرتیپی و امیر تومانی به آنان داد از این گروه بودند.

### عصر پهلوی
در دوران دودمان پهلوی، از سال ۱۳۳۰ دارو دسته شعبان جعفری (شعبون بی‌مخ) نمونه‌ای از این افراد بودند که از سوی حکومت، به محمدابراهیم امیرتیمور کلالی حمله کرده و حسین فاطمی را چاقو زده و اعضا و طرفداران حزب توده ایران را سرکوب کردند. او را جلو می‌انداختند، به عربده کشی وادارش می‌کردند، شهرت چاقوکشی او و رفقای عوامش را برسر زبان‌ها می‌انداختند و وقتی گرفتار می‌شد و به زندان می‌افتاد فراموشش می‌کردند.
می‌توان گفت شعبان ازاین دید واقعاً آدم تیره‌بختی بود که زود هم گول می‌خورد. انجام مأموریت درخشان دیگر شعبان حمله و سوءقصد به جان حسین فاطمی وزیر امور خارجه کابینه محمد مصدق در اواخر اسفند ۱۳۳۲ بود. البته شعبان در کتاب خاطراتش، منکر چاقو زدن به حسین فاطمی می‌شود.

## تعریف لمپنیسم در فرهنگ ایران
در فرهنگ ایران، «لمپن» به شکل مفهوم کلمه «Vulgarization» رواج یافته‌است. به این معنا که «لمپن» به اشخاصی گفته می‌شود که ظاهر پرولتاریایی دارند ولی فاقد فهم و شعور طبقاتی هستند. در واقع از هنگامی که مارکسیسم در ادبیات سیاسی اروپا رواج یافت این طبقه از میان توده مردم نمایان شد. اما در ایران، ظهور این افراد در منازعات سیاسی و جریانات تاریخی هم دیده می‌شوند و چون تاریخ معاصر ایران، هیچگاه از حاکمیت مطلق و استبداد جدا نبود و همیشه این قشر، آلت دستی برای قدرت حاکمه بوده‌اند، نمی‌توان به آنها، دقیقاً لمپن گفت. اما چون در بین مردم، این واژه معرف جاهل‌ها، قمه‌کش‌ها، تپانچه‌کش‌ها، لاتها و اراذل و اوباش است، ناگزیر برای بررسی تحلیلی این پدیده در ایران معاصر، از کلمه لمپن «Lumpen» و لمپنیسم «Lumpenism» استفاده می‌شود. به ویژه یکی از اصولی که مورد تأکید این افراد است، «غیرت پروری» است.
غیرت پروری می‌گوید: «هر که با ما نیست از ما نیست، دیگری دشمن ماست، دشمنی که باید نابود شود». بنابراین از دید یک لمپن، فرقی نمی‌کند که شما پرولتاریا باشید یا نباشید، دارای طبقهٔ اقتصادی-اجتماعی بالا، متوسط یا پایین هستید یا نه، بلکه برای آن‌ها مهم است که با آن‌ها باشید.

## در فرهنگ ایران
علی‌الظاهر آنچه بر تاریخ حاکم است، قدرت است و آنچه که یک لمپن به دنبالش می‌رود و خود را با بی‌فکری محض به منجلاب سیاسی می‌کشد نیز همان قدرت است که با اتکا به آن می‌خواهد به جایگاه بالاتری دست یابد.
اما در هنر این‌طور نیست. البته در هنر نیز هدف، رسیدن به قدرت از طریق واژه، تصور و یافتن حقیقت است. در بین نوشته‌ها می‌شود یک نوع آزادی شعورمند و پر احساس را یافت. وقتی خود را در این مسیر در نظر بگیریم، از همین موضوع کلیشه‌ای شاید به دریافتی تازه رسید.
فتح‌الله بی‌نیاز، منتقد و داستان‌نویس می‌گوید: «با وجود تداوم گرایش‌های لمپنی در عرصه اجتماع، پرونده لمپنیسم از دید ادبیات کلاسیک ایران با «داش آکل» و از دید سینمای کلاسیک ایران با قیصر بسته می‌شود؛ بنابراین اگر نویسنده یا کارگردانی بخواهد این پرونده نه چندان کم حجم را که عمرش به پیدایش طبقات اجتماعی می‌رسد باز کند، حتماً باید به لحاظ معنایی و ساختاری افزوده‌هایی بر آن اضافه کرده یا «شکل نوینی» به آن بدهد که تراز بالاتری ارائه دهد. مثلاً لمپن را در طبقات مختلف اجتماعی بچرخاند و تجربه زیسته آن‌ها را به او منتقل کند. کاری که خوئائو اوبالدو ریبیرو و دیگران کردند.

### سینما
امیرحسن چهلتن، داستان‌نویس معاصر و نویسنده رمان تهران، شهر بی‌آسمان در این‌باره می‌گوید: «سینما نتایج خیلی عجیب و غریبی داشته؛ تأثیری که هم در ادبیات و هم در جامعه واقعاً چشمگیر بوده‌است. اصولاً ما ایرانی‌ها استعداد غریبی در دفرمه کردن پدیده‌های قرن بیستمی داریم و سینما یکی از این پدیده‌هاست. فیلم‌فارسی در جامعه ما موجب به اصطلاح یک نوع حقانیت بخشی به ارزش‌هایی می‌شد که بر سر راه تمدن قرار داشت و دیدیم که در ۲۰ سال گذشته هم نتایج آن فرهنگ کار خودش را کرد. در واقع لمپنیسم که به سه عنصر ناموس، عصمت و غیرت تکیه داشت. این فرهنگ در سینما به‌طور عینی‌تر و ملموس‌تری به نمایش گذاشته می‌شد. این کاراکتر و شیوه زندگی مورد تقلید قرار گرفت و فراگیر شد و قهرمانان فیلم فارسی‌ها، اافسانه‌های مردم بودند و مردم بخشی از آرزوهایشان را در آن‌ها می‌دیدند و به همین دلیل نیز ماندگار شده‌اند. چرا که فیلم فارسی مطابق الگوهای ذهنی مردم رفتار می‌کرد و بخشی از زندگی روزمره مردم را زنده نگه می‌داشت. به همین دلیل هم فیلمی مثل گنج قارون، با توجه به جمعیت آن زمان، میلیون‌ها بیننده داشت». باید توجه کرد که تاریخ‌نگاری و تاریخ‌سازی با ادبیات و هنر فرق دارد. تاریخ را انسان نمی‌سازد ولی سازنده هنر و ادبیات ذهن خلاق یک انسان است. با این تعاریف می‌توان این گونه برآورد کرد که فیلم‌فارسی در واقع بزرگ‌ترین خیانت به کشف حقیقت لمپن‌ها در ایران است. زیرا از چنین آدم‌های پست و فاقد شعور، کاراکترهایی می‌سازد که دوست‌داشتنی هستند.
اینکه مجموعه تلویزیونی «هزاردستان» ساخته علی حاتمی نیز جزو همین نوع آثار به‌شمار بیاید اشتباه است. زیرا شاید وجود شخصیت ساختگی «شعبان استخوانی» که به اشتباه در اذهان مردم «شعبان بی‌مخ» تلقی می‌شود شباهت‌هایی داشته باشند، اما نمی‌توان این دو نوع فیلم را با هم یکی دانست. چرا که فیلم‌فارسی از لمپن‌ها قهرمان‌سازی می‌کرد اما در سریال هزار دستان به این آدم‌ها انتقاد شده‌است.

### ادبیات
در حوزه ادبیات، غیر از چند اثر معدود، چیزی که ما را به معنای حقیقی لمپن و لمپنیسم نزدیک کند، نوشته نشده‌است. دلیل آن هم شاید نشناختن جایگاه واقعی لمپن‌ها در صحنه زندگی و تأثیر آن‌ها و شناختن لمپنیسم به عنوان یک پدیده اجتماعی است. نویسنده امروز، به خاطر ترس از نشستن چاقوی تیز یکی از لمپن‌ها به بدنش، به جای آن که خود را در خدمت تاریخ قرار دهد، تاریخ را به خدمت خود می‌گیرد؛ ولی مشکل اینجاست که «ادبیات» اثر خود را نه تنها با تاریخ، درونی نمی‌کند، بلکه روز به روز از آن فاصله می‌گیرد. این هراس از مرگ سبب فاجعه‌ای در ادبیات می‌شود که به آن «لمپنیسم در ادبیات» می‌گویند.
البته اخیراً رمانی از امیرحسین چهلتن چاپ شده که لمپنی به نام کرامت را به ما معرفی می‌کند. او هم با گرداندن (تغییر افقی و عمودی طبقاتی) یک لمپن در طبقات مختلف جامعه و برخوردار کردنش از امکانات متنوع، می‌خواهد ببیند بالاخره یک لمپن هویت معین اجتماعی یا دست کم «تعیین شخصیت» پیدا می‌کند یا اینکه تا پایان عمر تکان نمی‌خورد؟»
پایه آنچه وجه تمایز «داش‌آکل» صادق هدایت با شخصیت‌های واقعی چون شعبان جعفری و مصداق ادبی آن «کرامت» در تهران، شهر بی آسمان، گونه دگرگونی است که او می‌یابد. داش آکل یک زمان بزن‌بهادر و داش، بوده‌است. اگرچه او هم یک غیرتی است اما پس از آشنایی با مرجان و اینکه ناچار است هفت سال عشق خود را پنهان کند، دیگر آن داش آکل سابق نیست. کسی است که در پایان داستان وقتی به میدان گاهی می‌رود، هرچند که کاکارستم او را می‌کشد، اما آنجا که نویسنده می‌گوید: «کاکارستم با قمه داش آکل او را کشت» در واقع خودکشی می‌کند. این زوال در کرامت یا ذات واقعی لمپنیسم دیده نمی‌شود.
حسین نوش آذر منتقد دیگر علاوه بر «تهران، شهر بی آسمان»، «گور و گهواره» غلامحسین ساعدی و «شب هول» هرمز شهدادی را در جایگاه ادبیات لمپنیسم قرار می‌دهد که با قرار گرفتن رابطه نویسنده با شخصیت لمپن در این سه رمان، نویسنده و در یک مفهوم گسترده‌تر روشنفکر ایرانی عاقبت در رمان «تهران شهر بی آسمان» موفق می‌شود خود را از کانون سازش کاری و شورش‌گری بیرون بکشد و فاصله لازم را میان خود و لمپن به وجود آورد.

## روانشناسی اجتماعی لمپنیسم
در جامعه، رفتارهای پرخاشگرانه از افراد «لُمپن» بسیار دیده می‌شود که از دیدگاه روانشناسی به آن‌ها شخصیت‌های ضد اجتماعی «اختلال شخصیت ضد اجتماعی» و گاهی البته با تردید، شخصیت‌های «مرزی» گفته می‌شود. این گروه که از جریان زندگی عادی به دورند برای گذران زندگی به کارهای ناشایست و ضد انسانی تن می‌دهند. اغلب اهل دزدی و تقلب هستند و بی‌دلیل دروغ می‌گویند ولی آن‌ها تنها کسانی نیستند که دست به این کار می‌زنند، افراد بهنجار نیز جعل می‌کنند، کِش می‌روند و دست به اختلاس می‌زنند. با این تفاوت که وقتی افراد بهنجار دزدی و تقلب می‌کنند آن‌ها را مجرم و اعمالشان را جرم می‌خوانند. اما هنگامیکه افراد ضداجتماعی و لومپن، دست به این کار می‌زنند گفته می‌شود که به جنون اخلاقی مبتلا هستند. الگوی خشم افراد دچار جنون اخلاقی به مانند لمپن‌ها به‌طور آشکار در الگوهای خشونت، پرخاشگری و دعوای بدنی دیده می‌شود و به دو شکل است: برخی از آنها، ابتدا تهدید می‌کنند و بعد رفتار پرخاشگرانه نشان می‌دهند و برخی دیگر بدون پیش‌آگاهی و به‌طور ناگهانی دست به یقه می‌شوند.
- سه خرده تیپ اصلی :

1. تهدیدکننده‌ها: مردم دیگر را به‌طور غیرمستقیم و ترسناک تهدید می‌کنند و مدام به دیگران ناسزا می‌گویند.
2. زورگوها: کسانی که مردم دیگر را به‌صورت مستقیم تهدید می‌کنند و دیگران را مورد آزار و اذیت قرار می‌دهند، فشار می‌دهند، هل می‌دهند، از قدرت خود برای سرکوب دیگران استفاده می‌کنند و داد و هوار راه می‌اندازند.
3. نابودکننده‌ها: هرچیز را ویران می‌کنند، به حیوانات صدمه می‌زنند، روابط آدمها را بهم می‌ریزند، بی پروا رانندگی می‌کنند و قانون‌شکن هستند، علاقهٔ عجیب و حریصانه‌ای به آزار روحی، روانی و جنسی دیگران دارند.

از ویژگی‌های افراد لُمپن و شخصیت‌های ضداجتماعی، «اختلال اراده» است. زیرا آن‌ها بنا به دلایل زیستی‌اجتماعی یا روان‌شناختی نمی‌توانند امور زندگی خود را همراه با ادب و نزاکت به انجام برسانند و مسئولیت‌پذیر باشند و همان‌طور که «رابرت کیگان» می‌گوید: «…آنها از دید ساختار روان شناختی به کودک ده ساله شباهت دارند». البته افرادی که پرخاشگری می‌کنند الزاماً شخصیت ضداجتماعی ندارند و نمی‌توان گفت افرادی با رفتارهای مجرمانه، لُمپن هستند. وقتی به‌دنبال نمایش خشم آشکار از مردم پرسیده می‌شود که چه اتفاقی در هنگام پرخاشگری می‌افتد، بیشتر آن‌ها می‌گویند که اشتباه کرده‌اند انگار که نمی‌توانستند خوب فکر کنند. از طرفی یک حقیقت واضح در تاریخ دگرگونی‌های بشری وجود دارد، اینکه هرجا نقش و تصویری از خشونت دیده می‌شود، حماقت و ابلهی در کنار آن قد می‌کشد چنان‌که در تاریخ بیهقی می‌خوانیم: «احمق مردا - که دل در این دنیا بندد که نعمتی بدهد و زشت بازستاند».